# Seth Eugene Meek

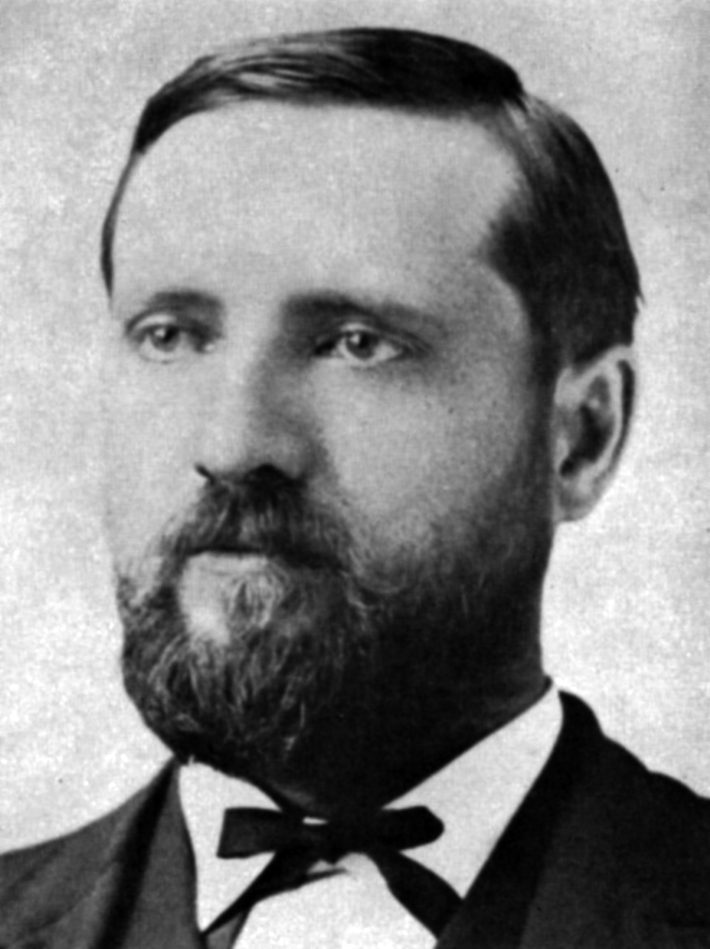
Seth Eugene Meek

Seth Eugene Meek (* 1. April 1859 in Hicksville, Ohio; † 6. Juli 1914 in Chicago, Illinois) war ein US-amerikanischer Ichthyologe am Field Museum of Natural History in Chicago. Er galt als einer der führenden Fachleute der Ichthyo- und Herpetofauna in Nordamerika seiner Zeit.

## Leben und Werk
Meek war walisischer Abstammung und wuchs auf einer Farm auf. Nach dem Highschool-Abschluss verbrachte er vier Semester an der Valparaiso University, Indiana. 1884 graduierte Meek an der Indiana University zum Bachelor of Science. 1886 erlangte er seinen Master-Abschluss und 1891 seinen Ph.D. an derselben Institution. Von 1885 bis 1886 erhielt Meek ein Stipendium der Cornell University, Ithaca, NY. Seit seiner Graduierung arbeitete Meek zeitweise als Assistent der United States Fish Commission und leitete Expeditionen nach Iowa, Nebraska, Missouri, Arkansas und ins Indianer-Territorium. Im Dezember 1886 heiratete er Ella Tourner. Von Januar 1887 bis Januar 1888 lehrte Meek am Eureka College und von Januar 1888 bis Februar 1892 am Coe College. 1892 wurde er als Assistenzprofessor und Kurator in die Abteilung für Biologie und Geologie der Arkansas Industrial University (heute University of Arkansas) in Fayetteville berufen. 1897 wurde er Kurator am Field Museum of Natural History, wo er bis zu seinem Tod verblieb.
Meek war ein Schüler von David Starr Jordan und er arbeitete häufig mit Charles Henry Gilbert zusammen. Während einer Exkursion in die Ozark Mountains im Jahre 1884 entdeckten sie die neue Fischart Etheostoma nianguae, die im Einzugsgebiet des Osage Rivers endemisch ist.
Meek verfasste zahlreiche wissenschaftliche Artikel über Reptilien und Fische, darunter die ersten ausführlichen Werke über die Süßwasserfischfauna von Mexiko und Panama. Letzteres entstand in Zusammenarbeit mit seinem Assistenten Samuel Frederick Hildebrand (1883–1949).

## Dedikationsnamen
Nach Meek sind mehrere Fischtaxa benannt, darunter der Feuermaulbuntbarsch (Thorichthys meeki), Allotoca meeki, Ariosoma meeki, Atherinella meeki, Brycon meeki, Cyprinodon meeki, Macrhybopsis meeki, Hyporhamphus meeki, Priacanthus meeki und Pimelodella meeki.

## Werke (Auswahl)
- The fishes of the Cayuga Lake basin, 1888.
- Report of explorations made in Missouri and Arkansas during 1889, with an account of the fishes observed in each of the river basins examined, 1891.
- A catalogue of the fishes of Arkansas, 1894.
- Report of investigations respecting the fishes of Arkansas, conducted during 1891, 1892 and 1893 with a synopsis of previous explorations in the same state, 1895.
- The Fresh-Water Fishes of Mexico North of the Isthmus of Tehuantepec, 1904.
- Notes on batrachians and reptiles from the islands north of Venezuela, 1910.
- An Annotated list of fishes known to occur in the fresh waters of Costa Rica, 1914.
- The Fishes of the Fresh Waters of Panama, 1916 (posthum mit Samuel Frederick Hildebrand).
- The marine fishes of Panama, 1923 (posthum mit Samuel Frederick Hildebrand).